# Katzsohlbach
Der Katzsohlbach (auch Katzsohl-Bach oder Katzsolbach) in den Landkreisen Harz und Mansfeld-Südharz in Sachsen-Anhalt ist ein rechter und südwestlicher Zufluss der Selke, der im Harz durch das Katzsohltal fließt.

## Verlauf
Der im Unterharz im Naturpark Harz/Sachsen-Anhalt fließende Katzsohlbach entspringt im Landkreis Harz. Seine Quelle liegt etwa 3 km westlich von Breitenstein nordöstlich der Großen Harzhöhe (599,3 m) und südlich der Schalliete (595,1 m) auf etwa 545 m ü. NN.

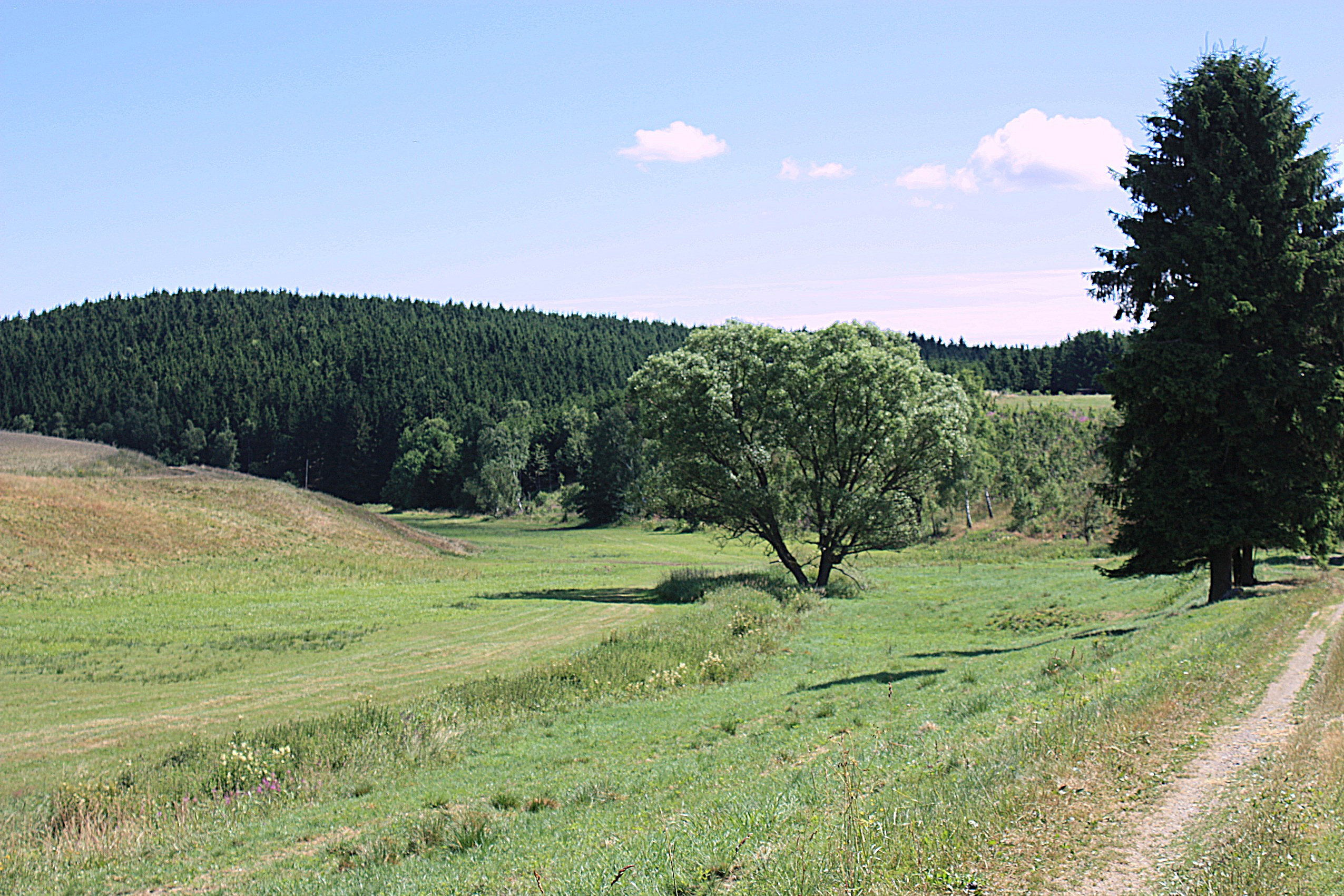
Katzsohlbach im Katzsohltal

In den anfangs in Richtung Osten fließenden Katzsohlbach mündet nach etwa 600 m Fließstrecke der Wahnborn. Dann passiert der Bach den nördlich gelegenen Bergsporn Mittelberg, wonach ihn mehrere Bäche speisen. Der dem Mittelberg nordnordöstlich benachbarte Heidelberg (558,2 m) liegt auf der Wasserscheide zum Steigerbach, dessen südlichster Quellbach knapp 500 m nördlich vom unterhalb des Mittelbergs liegenden Abschnitt des Katzsohlbachs entspringt. Knapp 1.000 m südlich von diesem Abschnitt entspringt nahe dem Kleinen Brocken (533,1 m), der linke Quellbach der Lude.
Dann fließt der Katzsohlbach durch das im Landkreis Mansfeld-Südharz gelegene Breitenstein. In Höhe des Breitensteiner Oberdorfs mündet von links der den Höllgrund durchfließende Höllgrundbach linksseitig in den Katzsohlbach ein sowie Hinter den Höfen ein unbenannter Bach von links. Im Bereich des Breitensteiner Unerdorf mündet der Bach vom kleinen Brocken, kurz nach Einmündung des Breitensteiner Bachs, von rechts ein. Der Bach passiert er den Ortsteil Untermühle unterhalb des Osterkopf (505,9 m) wo von links ein weiterer unbenannter Bach einmündet. Bereits etwas außerhalb des Dorfs mündet unterhalb des Sellenbergs (482,4 m) der Bach östlich kleiner Brocken, der zuvor im kleinen Waldsee aufgestaut wurde, rechtsseitig in den Katzsohlbach. 
Der Katzsohlbach wendet sich dann nach Nordosten und erreicht den Fuß der Giersköpfe (auch Gierskopflehden genannt; ca. 500 m). Dabei durchfließt der Bach das Katzsohltal, das er in das Gebirge eingeschnitten hat, ein noch anhaltender Vorgang, und bis zur Mündung nicht mehr verlässt. Innerhalb von diesem Tal verläuft der Bach wieder im Landkreis Harz. Hier mündet zunächst der Sumpfbach von den Bärenlöchern und dann der Grenzbach Güntersberge Breitenstein von rechtsseitig ein. Dessen Quelle liegt unterhalb der Gierskopflehen, der längste Quellarm kommt allerdings aus dem Saugrund rechtsseitig.
Der Katzsohlbach knickt ab, um im Unterlauf nach Nordnordwest zu fließen. Hier erreicht von rechts kommend der Gierskopflehdengraben das Katzsohltal, endet gemäß topografischer Karten jedoch noch vor dem Katzsohlbach – Orthofotos zeigen den Grabenverlauf allerdings bis zum Bach. Kurz darauf mündet von links zunächst der Graben Wüste Gründe linksseitig ein, dessen Zufluß Kesselgraben länger ist als der der aufnehmenden Graben. Nur rund 320 Meter Bachlauf weiter fließt von links der dritte Bach vom Osterkopf in den Katzsohlbach – der Bach vom Osterkopf. Der unterhalb des 486,2 m hohen Kohlbergs, auf dem die Güntersburg stand, von rechts kommende Kohlbergweggraben erreicht zwar des Katzsohltal, endet aber schon etwa 115 Meter vor dem Katzsohlbach. Der Verlauf im unteren Katzsohltal ist der am stärksten mäandrierende des Katzsohlbachs, der nun rund 320 Meter vor der Mündung im Katzsohlteich aufgestaut wird.
Schließlich mündet der Katzsohlbach rund 300 m weiter flussabwärts und etwa 30 m nach Unterqueren der Selketalbahn in den bei Güntersberge gelegenen Bergsee (auch Mühlteich genannt; 415,1 m ü. NN), in dem sich der Bach mit der Selke bei Fließkilometer 62,7 vereint.